# مايتي نكوانا ماشاباني
مايتي نكوانا ماشاباني (بالإنجليزية: Maite Nkoana-Mashabane)‏ هي سياسية جنوب أفريقية من حزب المؤتمر الوطني الأفريقي ولدت في يوم 30 سبتمبر 1963 في قرية ماغوبيسكالوف في محافظة ليمبوبو في شمال شرق جنوب أفريقيا. شغلت منصب وزيرة الخارجية من سنة 2009 وحتى سنة 2018 في حكومة جاكوب زوما وسيريل رامافوزا، وثم شغلت منصب وزيرة التطوير الريفي وإصلاح الأراضي من سنة 2018 إلى 2019، ومنذ 2019 تشغل منصب وزيرة النساء والشباب والمعاقين.